# Острюм
Острюм (нід. Oostrum, фриз. Eastrum) — село в нідерландській провінції Фрисландія. Входить до муніципалітету Північно-Східна Фрисландія.
Його площа становить 4,26км², а населення станом на 2021 рік складало 190 осіб.
Перша згадка про населений пункт датується 1449 роком.

## Галерея

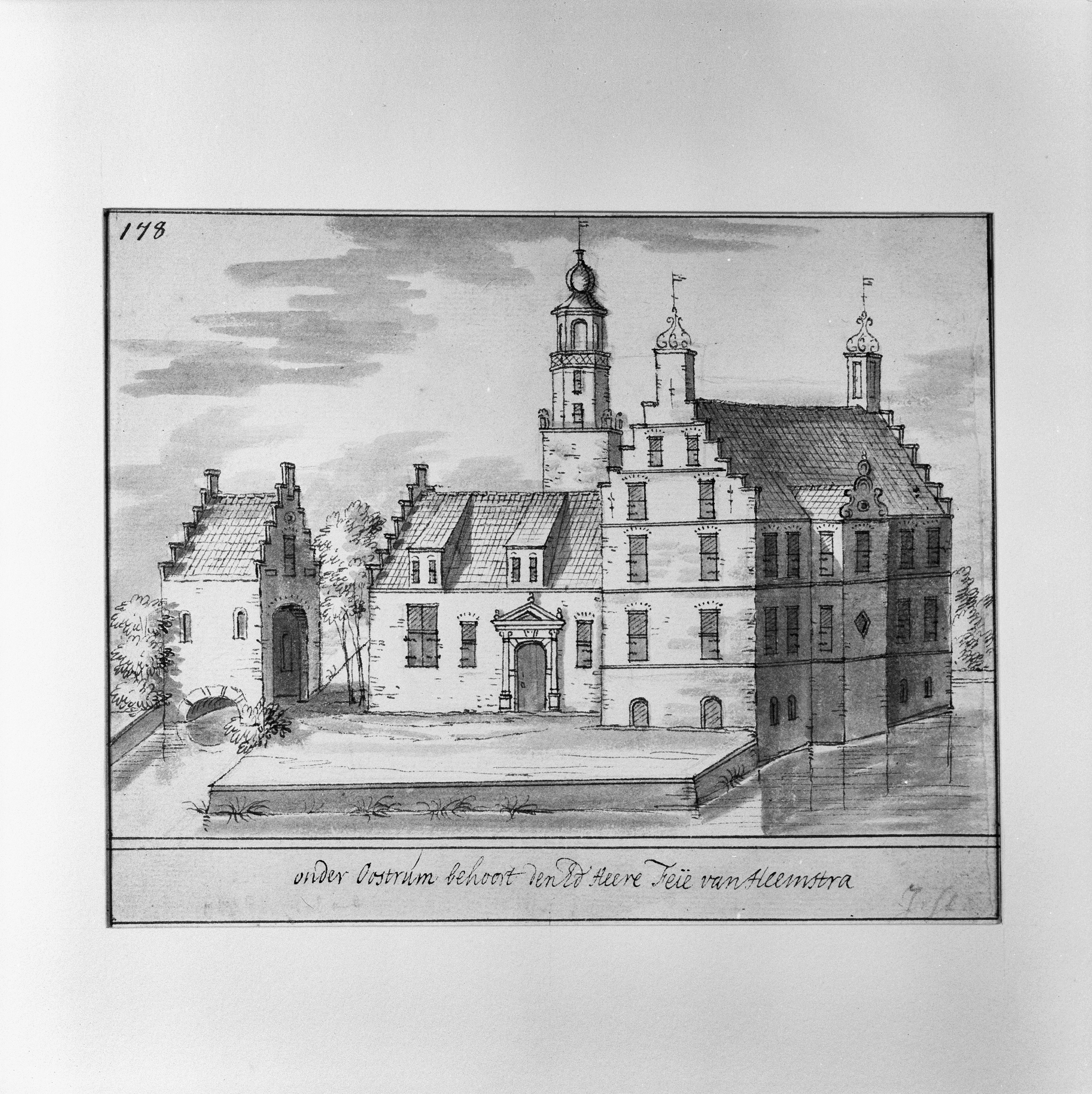
Малюнок маєтка у селі
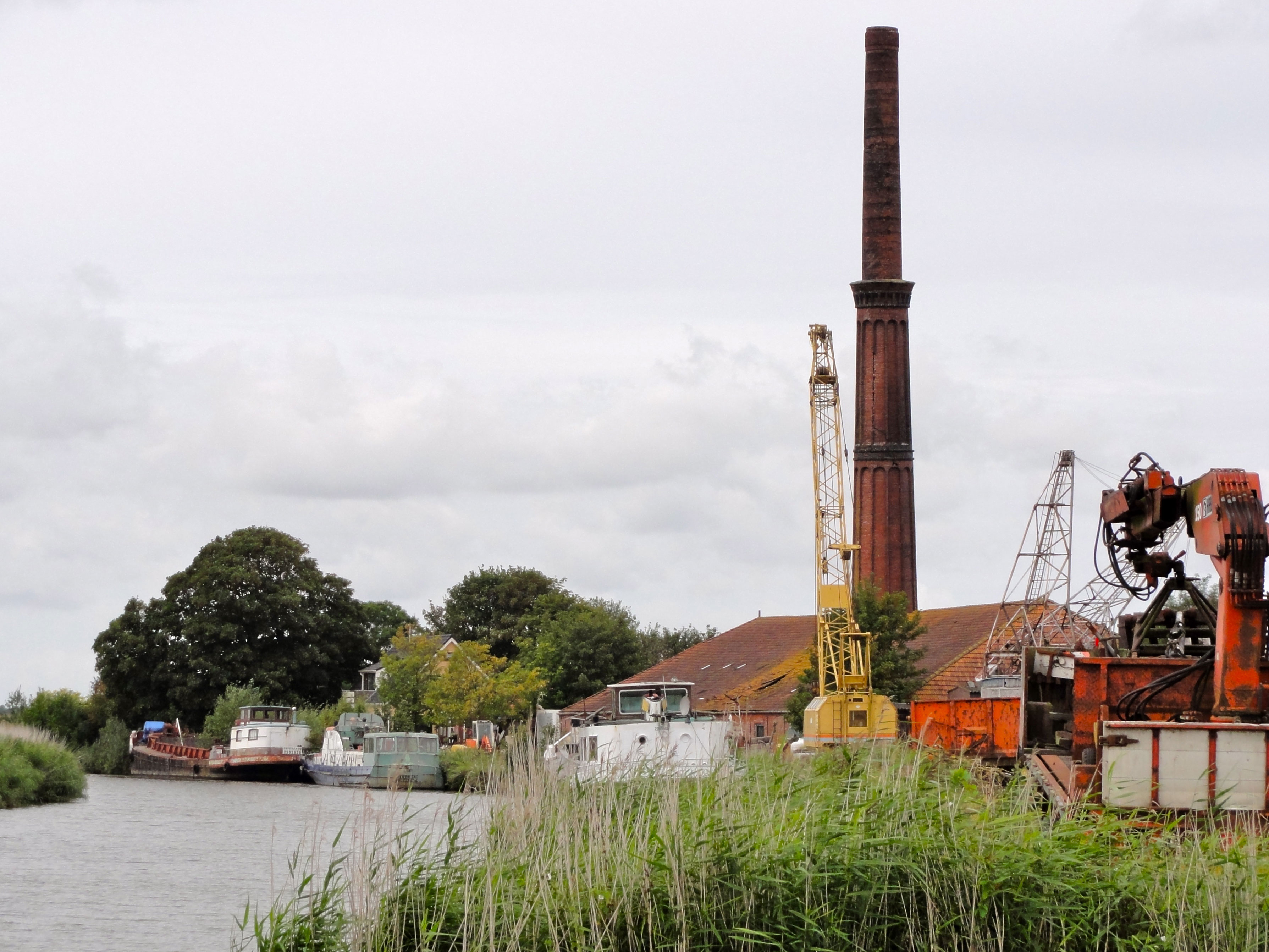
Цегляний завод